# کورال سیتی (تگزاس)
کورال سیتی، تگزاس(به انگلیسی: Corral City, Texas) شهری در ایالت تگزاس از ایالات جنوبی ایالات متحده آمریکا است. در سرشماری سال ۲۰۰۰، جمعیت این شهر ۸۹ نفر اعلام شد.